# Эннеадекаэдр

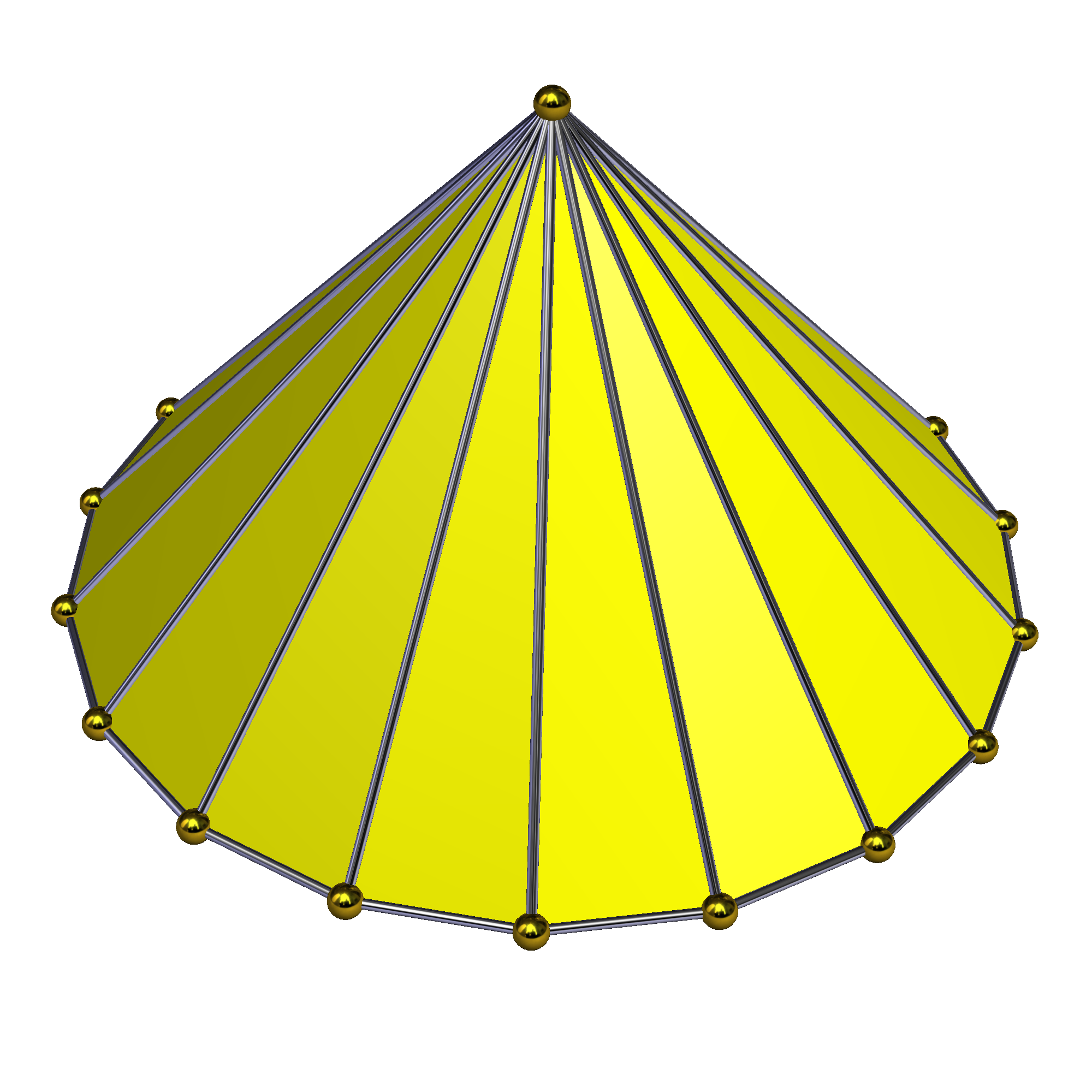
Восемнадцатиугольная пирамида
([https://commons.wikimedia.org/wiki/File:18-gonal_pyramid.stl?uselang=ru

Семнадцатиугольная призма

Девятнадцатигранник (эннеадека́эдр) - это многогранник с 19 гранями. Он не является правильным многогранником.
Существует множество топологических форм девятнадцатигранника. Например, восемнадцатиугольная пирамида или семнадцатиугольная призма. Последняя является единственным выпуклым девятнадцатигранником со всеми правильными многоугольными гранями.